# شون بيرك
شون بيرك هو لاعب هوكي الجليد كندي، ولد في 29 يناير 1967 في وندسور في كندا.

## وصلات خارجية
- شون بيرك على موقع دوري الهوكي الوطني (الإنجليزية)
- شون بيرك على موقع قاعة مشاهير الهوكي (لاعب أن.إتش.أل) (الإنجليزية)
- شون بيرك على موقع EliteProspects.com (الإنجليزية)
- شون بيرك على موقع HockeyDB.com (الإنجليزية)
- شون بيرك على موقع Hockey-Reference.com (الإنجليزية)
- شون بيرك على موقع أوليمبيديا (الإنجليزية)